# Metaphycus pretiosus
Metaphycus pretiosus är en stekelart som först beskrevs av Mercet 1921.  Metaphycus pretiosus ingår i släktet Metaphycus och familjen sköldlussteklar. Inga underarter finns listade i Catalogue of Life.